# Oscar Klement
Oscar Anton Carl Klement (* 19. April 1897 in Komotau, Österreich-Ungarn; † 16. Februar 1980 in Lindenberg in Bayern) war ein deutscher Lichenologe. Sein botanisch-mykologisches Autorenkürzel lautet „Klem.“

## Leben
Beruflich war er seit 1921 bei den Mannesmann-Röhrenwerken mit einer Unterbrechung von 1945 bis 1949 tätig, zuletzt ab 1958 als geschäftsführender Direktor in Hannover. Klement verfasste Artikel zum Thema Flechten als Autor und Co-Autor. Er bekam 1959 den Ehrendoktor der Naturwissenschaft von der Universität Bonn für seine Verdienste im Bereich der Lichenologie verliehen.

## Veröffentlichungen
- 1930: Die Pflanzendecke unserer Heimat. Heimatkunde des Bezirks Komotau.
- 1931: Zur Flechtenflora des Erzgebirges; die Umgebung von Komotau. Beiheft Botan. Centralblatt 48/I.
- 1941: Zur Epiphytenvegetation der Eichenwälder in der Walachei. Ber. d. Deutsch. Bot. Ges. Bd. LIX.
- 1941–1942 (mit K. Preis): Lichenologische Notizen von O. Klement & K. Preis. Sd. von Lotos, Bd. 88, S. 200–220.
- 1947: Zur Flechtenvegetation des Dümmergebietes. Jahrb. Naturh. Ges. Hannover, S. 289–302.
- 1948: Das Physcietum ascendentis in Schwaben. Ber. Naturf. Ges. Augsburg, S. 26–39.
- 1948: Zur Molluskenfauna Rumäniens. Arch. Moll. Bd. 77 Nummer 1/6, S. 90–110.
- 1949: Zur Flechtenvegetation Schleswig-Holsteins. Schriften D. Naturw. Ver. Schleswig-Holstein 24, S. 1–15.
- 1949: Zur Pflasterflora Augsburgs. 2. Ber. der Naturf. Ges. Augsburg, S. 39–54.
- 1950: Zur Flechtenvegetation der Oberpfalz. Ber. Bayer. Bot. Ges. München, S. 1–26.
- 1950: Über die Artberechtigung einiger Parmelien. Ber. D. Bot. Ges., S. 47–52.
- 1951: Der ökologische Zeigerwert der Flechten in der Forstwirtschaft. Forstarchiv. 22, S. 138–140.
- 1952: Zur Flechtenflora Schwabens. Ber. Naturf. Ges. Augsburg 5, S. 43–91.
- 1952 (mit Hans Doppelbaur): Über die Artberechtigung einiger mariner Arthopyrenien. Berg. D. Bot. Ges. 65: 166–174.

## Dedikationsnamen
Zu Ehren von Klement wurde einige Flechtenarten nach ihm benannt:
- Bulbothrix klementii Hale
- Cetraria scutata var. klementii Servít
- Chiodecton klementii Follmann
- Cladonia klementii Oxner
- Diploschistes bryophilus var. klementianus Gyeln.
- Fulgensia klementii Kalb
- Gyalolechia klementii (Kalb) Søchting, Frödén & Arup
- Lecanora klementii Anders
- Opegrapha klementii Cretz.
- Sclerophyton klementii (Follmann) Sipman
- Staurothele klementii O. Behr
- Thelidium klementii Servít
- Verrucaria klementii Servít

## Neu beschriebene Flechtenarten
- Aspicilia crusii Klem.
- Bacidia baearica Klem.
- Biatorella ligustica Klem.
- Caloplaca degeneriana Klem.
- Cladonia furcata f. divulsa Klem.
- Cladonia rangiformis f. stepposa Klem. ex Anders
- Cladonia rangiformis f. subvariolosa Klem. ex Anders
- Dermatocarpon bachmannii var. inundatum Klem.
- Fulgensia sorediosa Klem.
- Gyrophora polyphylla f. reticulata Klem.
- Lecanora changaica Klem.
- Lecanora follmannii Klem.
- Lecidea lipseri Klem.
- Parmelia furfuracea f. arenaria Klem.
- Parmelia molliuscula f. teretiuscula Klem. & O. Behr
- Parmelia sulcata f. arenaria Klem.
- Pertusaria maximiliana Klem.
- Physcia grisea f. muscigenoides Klem. & O. Behr
- Physcia tenella f. humilis Klem.
- Ramalina fraxinea f. prolifera Klem. & O. Behr
- Usnea hirta f. arenaria Klem.
- Xanthoria liguriensis Klem. & J.M. Steiner